# Rotunda (okręg Aluta)
Rotunda – wieś w Rumunii, w okręgu Aluta, w gminie Rotunda. W 2011 roku liczyła 2841 mieszkańców.